# Saint-Martin-des-Champs (Sena i Marne)
Saint-Martin-des-Champs és un municipi francès, situat al departament de Sena i Marne i a la regió de Illa de França. L'any 2007 tenia 689 habitants.
Forma part del cantó de Coulommiers, del districte de Provins i de la Comunitat de comunes dels Deux Morin.

## Demografia

### Població
El 2007 la població de fet de Saint-Martin-des-Champs era de 689 persones. Hi havia 239 famílies, de les quals 30 eren unipersonals (13 homes vivint sols i 17 dones vivint soles), 71 parelles sense fills, 109 parelles amb fills i 29 famílies monoparentals amb fills.
La població ha evolucionat segons el següent gràfic:
Habitants censats

### Habitatges
El 2007 hi havia 273 habitatges, 244 eren l'habitatge principal de la família, 19 eren segones residències i 10 estaven desocupats. 266 eren cases i 5 eren apartaments. Dels 244 habitatges principals, 220 estaven ocupats pels seus propietaris, 19 estaven llogats i ocupats pels llogaters i 5 estaven cedits a títol gratuït; 1 tenia una cambra, 4 en tenien dues, 38 en tenien tres, 60 en tenien quatre i 141 en tenien cinc o més. 208 habitatges disposaven pel capbaix d'una plaça de pàrquing. A 99 habitatges hi havia un automòbil i a 133 n'hi havia dos o més.

### Piràmide de població
La piràmide de població per edats i sexe el 2009 era:
| Homes | Edats   | Dones |
| ----- | ------- | ----- |
| 0     | 95 o +  | 0     |
| 0     | 90 a 94 | 4     |
| 4     | 85 a 89 | 0     |
| 4     | 80 a 84 | 0     |
| 12    | 75 a 79 | 12    |
| 4     | 70 a 74 | 4     |
| 12    | 65 a 69 | 16    |
| 8     | 60 a 64 | 4     |
| 16    | 55 a 59 | 8     |
| 24    | 50 a 54 | 28    |
| 16    | 45 a 49 | 20    |
| 16    | 40 a 44 | 20    |
| 16    | 35 a 39 | 16    |
| 32    | 30 a 34 | 36    |
| 16    | 25 a 29 | 16    |
| 8     | 20 a 24 | 12    |
| 16    | 15 a 19 | 20    |
| 32    | 10 a 14 | 48    |
| 8     | 5 a 9   | 32    |
| 20    | 0 a 4   | 28    |

## Economia
El 2007 la població en edat de treballar era de 459 persones, 354 eren actives i 105 eren inactives. De les 354 persones actives 321 estaven ocupades (184 homes i 137 dones) i 33 estaven aturades (14 homes i 19 dones). De les 105 persones inactives 40 estaven jubilades, 33 estaven estudiant i 32 estaven classificades com a «altres inactius».

### Ingressos
El 2009 a Saint-Martin-des-Champs hi havia 239 unitats fiscals que integraven 686 persones, la mediana anual d'ingressos fiscals per persona era de 18.403,5 €.

### Activitats econòmiques
Dels 13 establiments que hi havia el 2007, 1 era d'una empresa extractiva, 1 d'una empresa de fabricació d'altres productes industrials, 2 d'empreses de construcció, 3 d'empreses de comerç i reparació d'automòbils, 2 d'empreses d'hostatgeria i restauració, 1 d'una empresa immobiliària, 2 d'empreses de serveis i 1 d'una empresa classificada com a «altres activitats de serveis».
Dels 4 establiments de servei als particulars que hi havia el 2009, 1 era un paleta, 1 lampisteria, 1 perruqueria i 1 restaurant.
L'any 2000 a Saint-Martin-des-Champs hi havia 5 explotacions agrícoles que ocupaven un total de 615 hectàrees.

## Equipaments sanitaris i escolars
El 2009 hi havia una escola elemental integrada dins d'un grup escolar amb les comunes properes formant una escola dispersa.

## Poblacions més properes
El següent diagrama mostra les poblacions més properes.